# Plaça de Tetuan
La plaça de Tetuan es troba a la cruïlla de la Gran Via de les Corts Catalanes amb el passeig de Sant Joan, al nord-oest de l'Arc de Triomf de Barcelona, com una mena d'oasi emmig del trànsit.

## Història i descripció
Fou anomenada així pels volts del 1863 en record de la batalla de Tetuan (febrer del 1860), quan l'exèrcit espanyol comandat pel general Leopoldo O'Donnell va llançar a l'atac el batalló de Voluntaris Catalans que formava part, entre altres batallons, de la divisió de reserva comandada pel general Prim; arran d'aquesta feta es conquerí la ciutat de Tetuan, que va ser tornada al cap de dos anys al Marroc, previ pagament d'una indemnització de 100 milions de francs-or. El 1913, gairebé mig segle més tard, Tetuan seria de nou ocupada per l'exèrcit espanyol i esdevindria la capital del protectorat espanyol del Marroc fins a l'acord d'independència del 7 d'abril del 1956. Com a curiositat, cal destacar que en amazic, Tittāwīn vol dir «ulls» o «fonts», i la plaça, mirant-la en projecció azimutal, es pot veure com realment té forma d'ull.
El novembre del 1874, l'Ajuntament de Barcelona va convocar un concurs per a homenatjar els voluntaris catalans en aquest episodi de la guerra d'Àfrica. S'hi van presentar 24 projectes, dels quals va guanyar el de l'arquitecte August Font i Carreras, amb escultures de Joan Roig i Solé. El monument, però, no es va arribar a construir mai.
La plaça va canviar de nom entre durant la Segona República (1931 -1939), quan estigué dedicada al pedagog andalús Hermenegildo Giner de los Ríos. Més recentment, les associacions de veïns de la Dreta de l'Eixample i del Fort Pienc han demanat en diverses ocasions que es canviï el nom de Tetuan, perquè que consideren que exalta l'ocupació d'aquesta ciutat del Marroc i que enalteix un passat colonial.
Actualment inclou la font de la Sardana, obra de Frederic Marès (1923), i el monument al Doctor Robert, de Josep Llimona (1910), situat originalment a la plaça de la Universitat i traslladat el 1985 a la plaça de Tetuan.

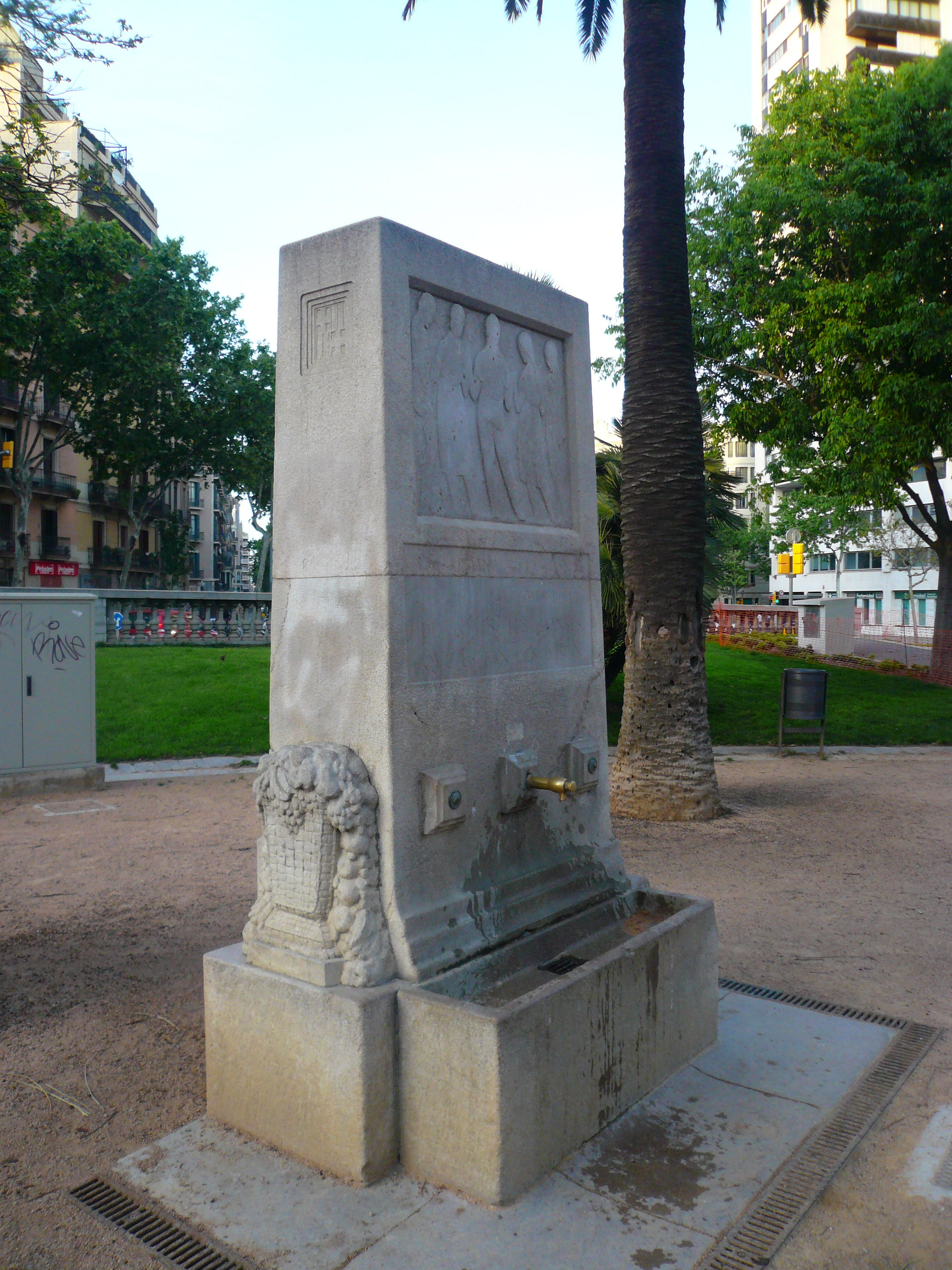
Font de la Sardana

Monument a Bartomeu Robert

## Transport i serveis
A la plaça hi ha l'estació de Tetuan de la L2 del metro, com també diverses parades d'autobús.